# غوفر مكسيكي
غوفر مكسيكي (الاسم العلمي:Pappogeomys) هو جنس من الحيوانات يتبع فصيلة الغوفرية من رتبة القوارض.

## ضروب وأنواع
- ضرب الغوفر القوي (الاسم العلمي:Pogeomys subg. Cratogeomys)
  - غوفر أصفر الوجه (الاسم العلمي:Pappogeomys castanops)
  - غوفر دخاني (الاسم العلمي:Pappogeomys fumosus)
  - غوفر عاري (الاسم العلمي:Pappogeomys gymnurus)
  - غوفر مريام (الاسم العلمي:Pappogeomys merriami)
  - غوفر مهمل (الاسم العلمي:Pappogeomys neglectus)
  - غوفر تايلور (الاسم العلمي:Pappogeomys tylorhinus)
  - غوفر زنسر (الاسم العلمي:Pappogeomys zinseri)
- ضرب الغوفر المظلي (الاسم العلمي:Pappogeomys subg. Pappogeomys)
  - غوفر الكورني (الاسم العلمي:Pappogeomys alcorni)
  - غوفر بولري (الاسم العلمي:Pappogeomys bulleri)